# Mezdra
Mezdra (en búlgar: Мѐздра) és una ciutat de Bulgària, capital del municipi de Mezdra, a la província de Vratsa.
Segons el cens del 2022, a Mezdra hi ha 9.562 habitants.

## Geografia
Mezdra es troba a una altitud de 234 msnm i a 96,9 km de la capital, Sofía. Es troba en el marge del riu Iskar.
El punt Mezdra a l'illa Nevada, dins les Illes Shetland del Sud, a l'Antàrtida, porta el nom en honor a la ciutat.

## Toponímia
El nom de la ciutat deriva de la paraula turca "mezdreya", la qual es tradueix com assentament desèrtic.

## Història
Els primers registres de l'assentament daten dels segles II - III dC, quan els romans van construir una fortalesa. Durant la invasió turca a finals del segle xiv, gran part dels assentaments de la zona i la fortalesa van ser destruïts.
Al segle xix, els pastors dels pobles del voltant es van establir a la zona de Princhovets, al llarg del riu Kamenitsa, a 2 km a l'oest de la ciutat actual.
Encara que l'àrea que rodeja Mezdra va estar habitada de forma contínua des de temps prehistòrics, el poble va continuar sent molt petit, amb 86 habitants segons el cens de 1881. El 1888 va disminuinr la població arribant a 76 habitants.
El 1893, quan es va construir el ferrocarril de Sofia a Varna, van arribar molts treballadors d'arreu del país a fi d'actualitzar la infraestructura.
Mezdra es va convertir en un important nus ferroviari amb l'obertura del ferrocarril el 20 de febrer de 1897. Gràcies a això, la seva població va créixer substancialment. El 1900 ja tenia 311 habitants i el 1920 de 1.015.
Mezdra va adquirir una aparença de poble gràcies al treball d'arquitectes que van estudiar a Europa occidental i van establir aquest estil al poble.

## Llocs d'interès

### Centre comunitari Prosveta
Fundat l'11 d'octubre de 1925, aquest centre ha servit per al desenvolupament de l'educació i cultura de la ciutat. Actualment, hi participen el conjunt representatiu de dansa, el club literari Khristo Bòtev, el grup de dansa infantil Mezdrenche, el cor folklòric de dones, la societat d'història local i el grup vocal de cançons de la vella ciutat Mezdreya.

### Galeria d'art
Es va inaugurar el 30 de desembre de 1971. En l'actualitat, la galeria compta amb una col·lecció d'obres d'autors emblemàtics del municipi. Aquesta, fa 12 exposicions temporals a l'any, a part de les exposicions fixes.

### Kaleto
El complex arqueològic conserva setanta segles d'història. A mitjans del segle II va ser un fort romà, un centre de culte pagà durant el segle iii i un assentament fortificat els segles IV i V.
El 2013 va ser restaurat i convertit en un lloc turístic. Actualment, hi ha una exposició amb les troballes arqueològiques.

### Riu Iskar
Vistes belles de la ciutat i el riu, on es pot acampar i pescar.

### Plaça central
Plaça principal de la ciutat amb diversos negocis i bars. Just davant hi ha l'estació de tren.

## Transport
Per la ciutat passa la carretera E79 de la xarxa de carreteres europees, la qual connecta amb Sofia, altres ciutats de Bulgària i Europa.
El 20 de febrer de 1897 es va inaugurar el ferrocarril. En l'actualitat, Mezdra serveix com enllaç ferroviari entre Sofia i les regions del nord i l'oest de Bulgària.

## Clima
A Mezdra, els estius són càlids i els hiverns són molt freds i nevats. Al llarg de l'any, la temperatura varia entre els -4 °C i els 30 °C.
La temporada de calor dura tres mesos i mig, del 29 de maig al 16 de setembre, amb una temperatura màxima mitjana de 24 °C. El mes més càlid de l'any és juliol amb una temperatura màxima mitjana de 29 °C.
La temporada freda dura uns 3 mesos, del 24 de novembre al 2 de març, amb una temperatura mínima mitjana de 9 °C. El mes més fred de l'any és gener, amb una temperatura mínima mitjana de -4 °C.

## Educació
La primera escola de la ciutat va obrir el 1900. El 1909 va obrir una escola secundària. El 1948 va obrir una escola d'agricultura i una de teixidors el 1949. El 1970, va obrir la primera escola secundària amb ensenyaments de rus.

## Esport
- OFK Lokomotiv Mezdra: Equip de futbol de Mezdra fundat el 1945. Aquest, juga a l'estadi Lokomotiv.[10]
- SK Atlet: Club d'atletisme fundat el 1993. El seu primer nom va ser Atletik '93, i el 2006 va passar a anomenar-se SK Atlet.[11]
- JSC Lokomotiv: Club de handbol
- Club d'escacs Lokomotiv

## Esdeveniments
- Dia de Mezdra: 6 de maig (dia de Sant Jordi)
- Festival medieval: A finals de setembre al Kaleto s'hi realitza un festival medieval en el qual s'exposen les tradicions, vida i cultura medieval[12]
- Free fest Mezdra: Exposició d'art, grafiti, concerts folklòrics, concurs de literatura, fotografia[13]
- Mezdra rock fest: Al maig hi ha concerts de rock per part de grups de música locals.[14][15]

## Personatges il·lustres
- Ivan Asparúhov (Иван Аспарухов): Alcalde de Mezdra en 4 mandats (1999 - 2014)
- Vencislav Bozhilov (Венцислав Божилов): Ex futbolista búlgar
- Georgi Brankov (Георги Бранков): Enginyer i polític del partit comunista búlgar
- Maria Velcheva (Мария Велчева): Mestre internacional d'escacs des de 1994
- Antonio Vutov (Антонио Вутов): Futbolista professional el qual juga en el Lokomotiv Sofia com a migcampista ofensiu
- Vitomir Vutov (Витомир Вутов): Exporter de futbol i actualment entrenador de porters
- Tsvetan Genkov (Цветан Генков): Futbolista del club turc Denizlispor
- Petar Zlatkov (Петър Златков): Futbolista búlgar
- Vera Kovacheva (Вяра Ковачева): Actriu
- Iskren Krassimirov (Искрен Красимиров): Director, director de fotografia, actor i escriptor
- Tsetsi Krasimirova (Цеци Красимирова): Model des de 1990
- Nikolay Kuchkov (Николай Кучков): Pintor i il·lustrador
- Emil Marinov (Емил Маринов): Exjugador del POFK Bòtev Vratsa
- Michael Constantiski (Михаил Константийски): Clergue ortodoxa
- Borislav Puñev (Борислав Пунчев): Director de fotografia, guionista i director
- Valentin Stankov (Валентин Станков): Lingüista i acadèmic de l'academia de ciències de Bulgària
- Peko Petrov Takov (Пеко Таков): Polític del partit comunista búlgar
- Tatyana Tomova (Татяна Томова): Actriu
- Romeo Hristov (Ромео Христов): Arqueòleg
- Mitko Tsenov (Митко Ценов): Corredor de mitja distància

## Ciutats agermanades
- Konotop, Ucraïna[16]

## Galeria

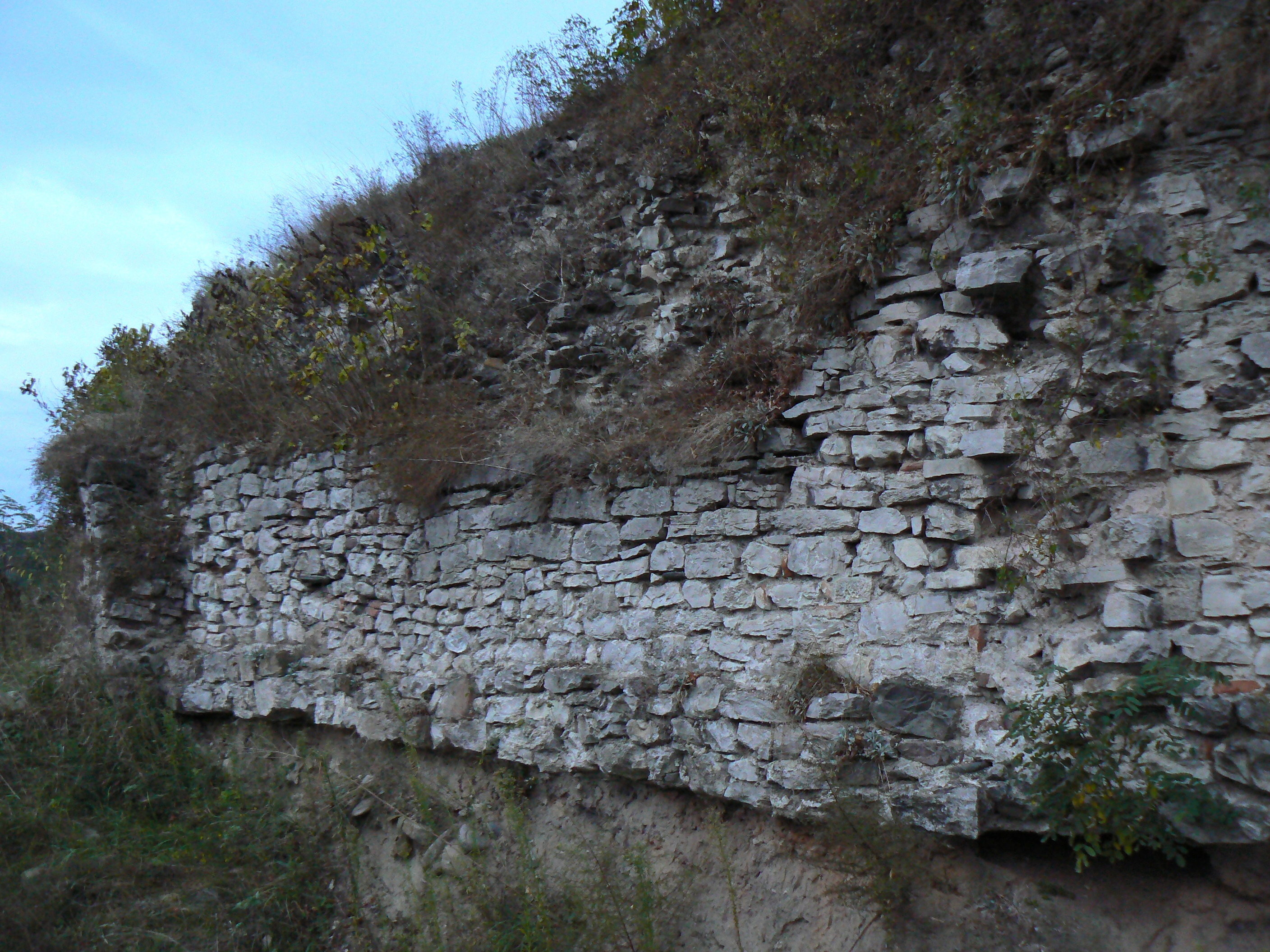
Ruïnes de la fortalesa medieval de Mezdra
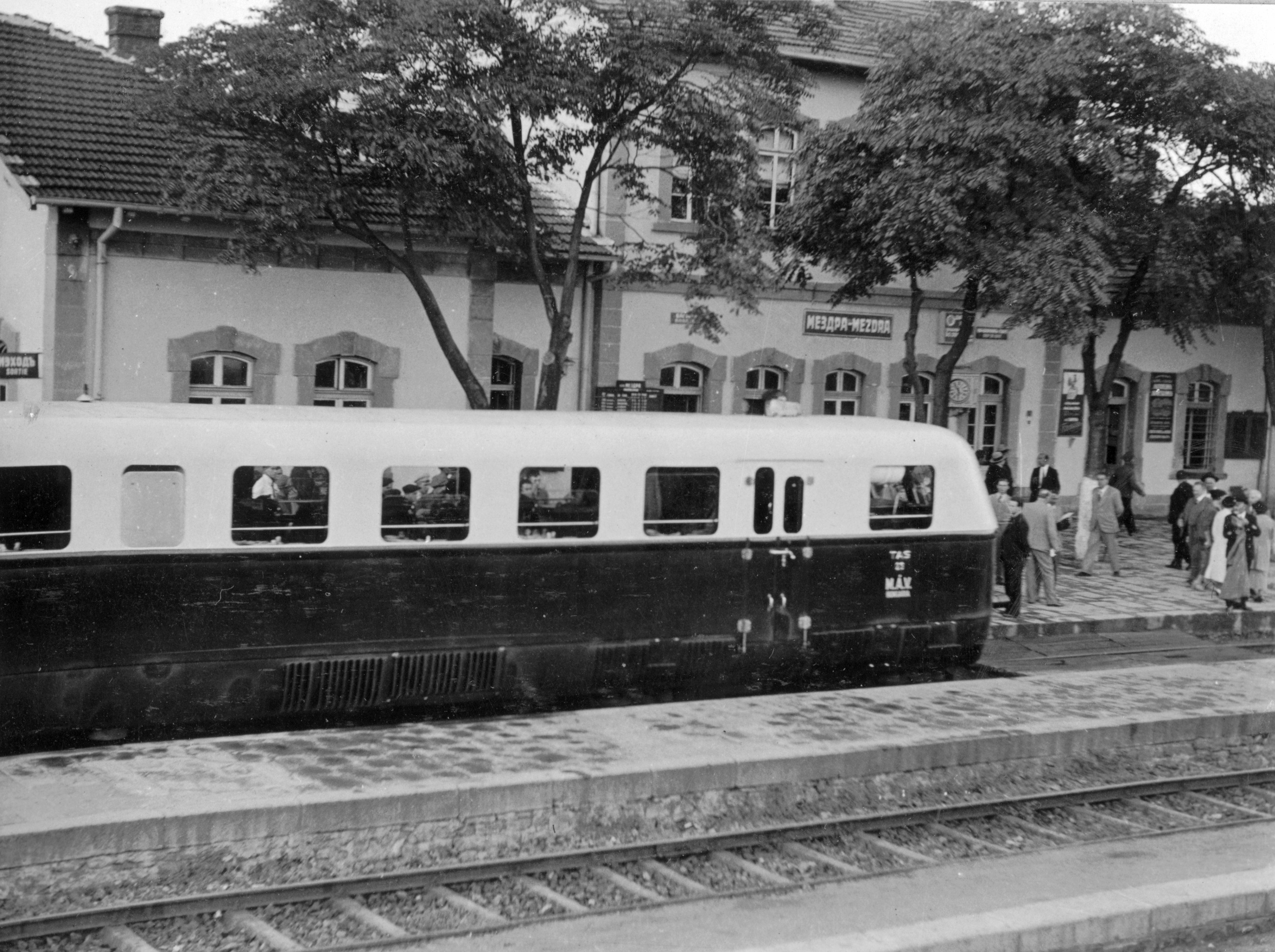
Tren a l'estació de Mezdra
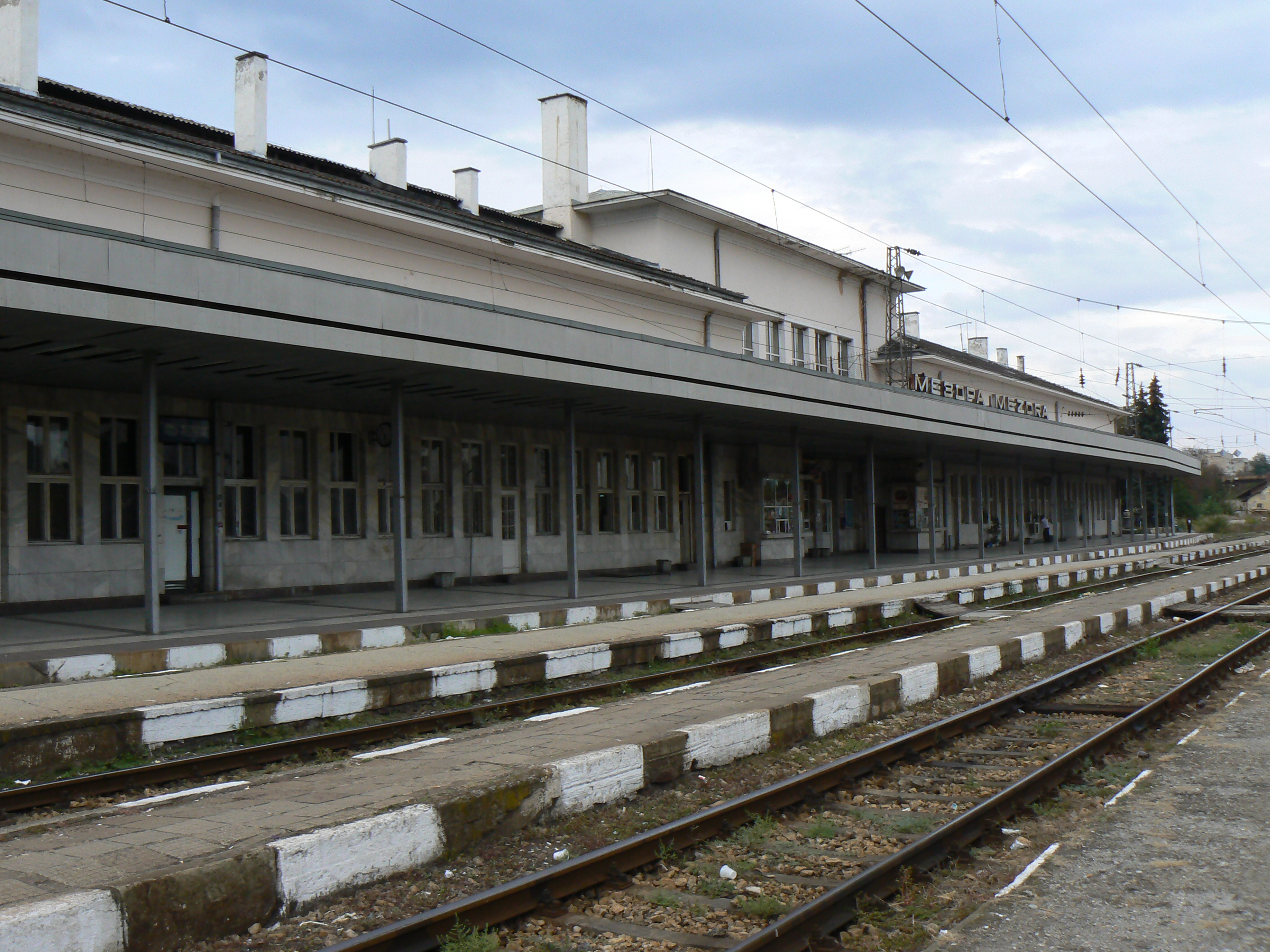
Estació de tren de Mezdra
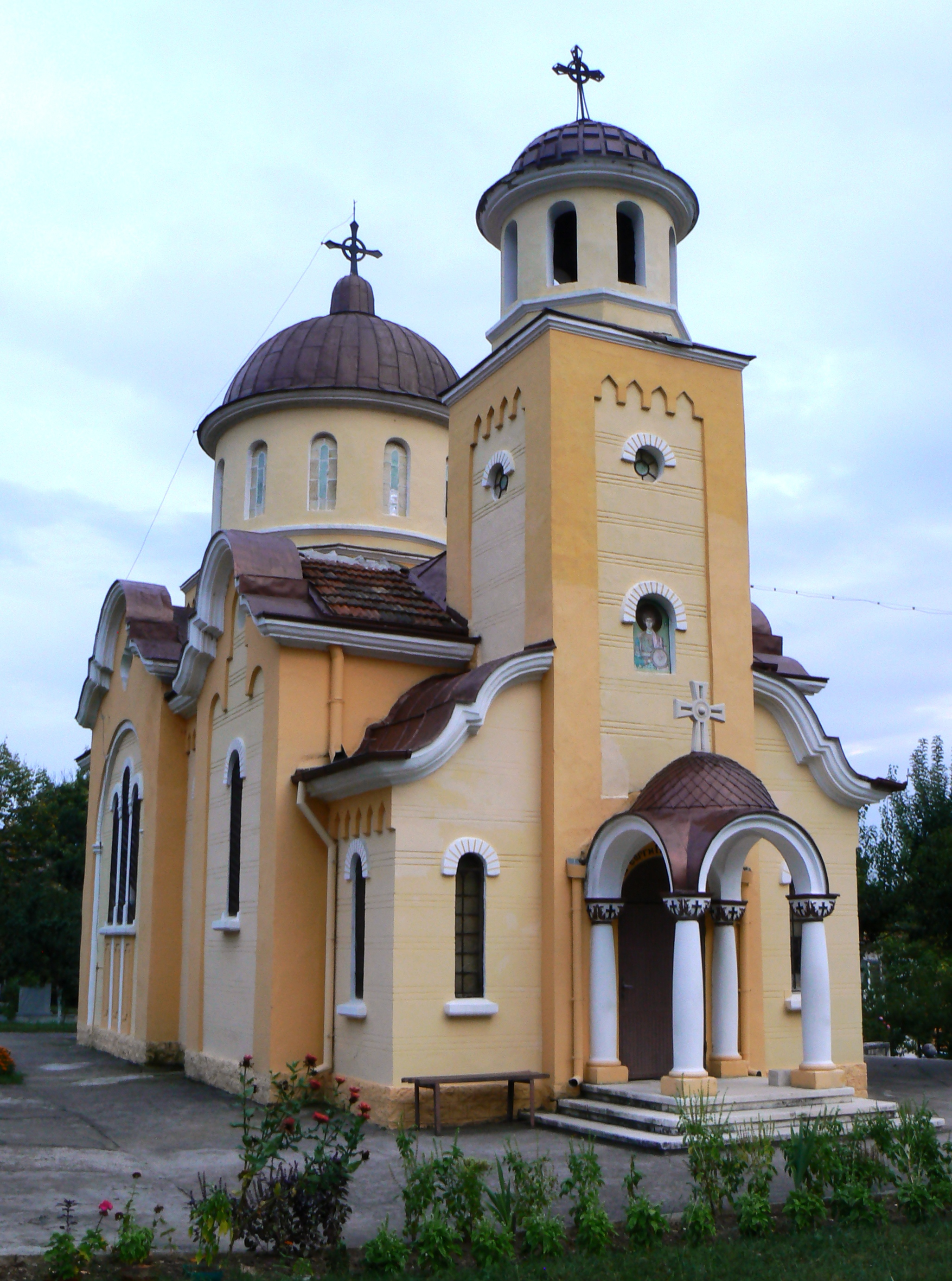
Església de St George
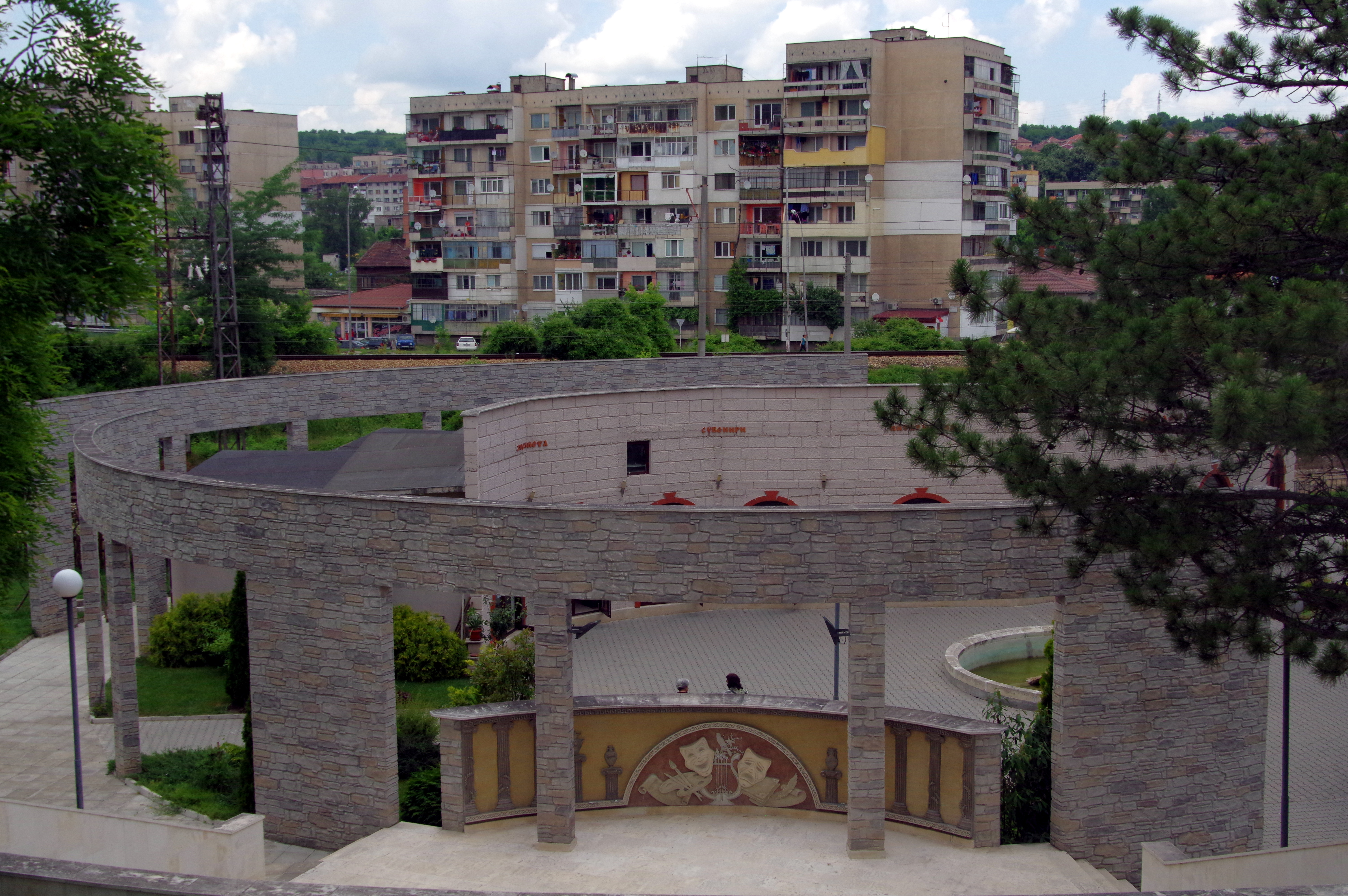
Ciutadella de Mezdra
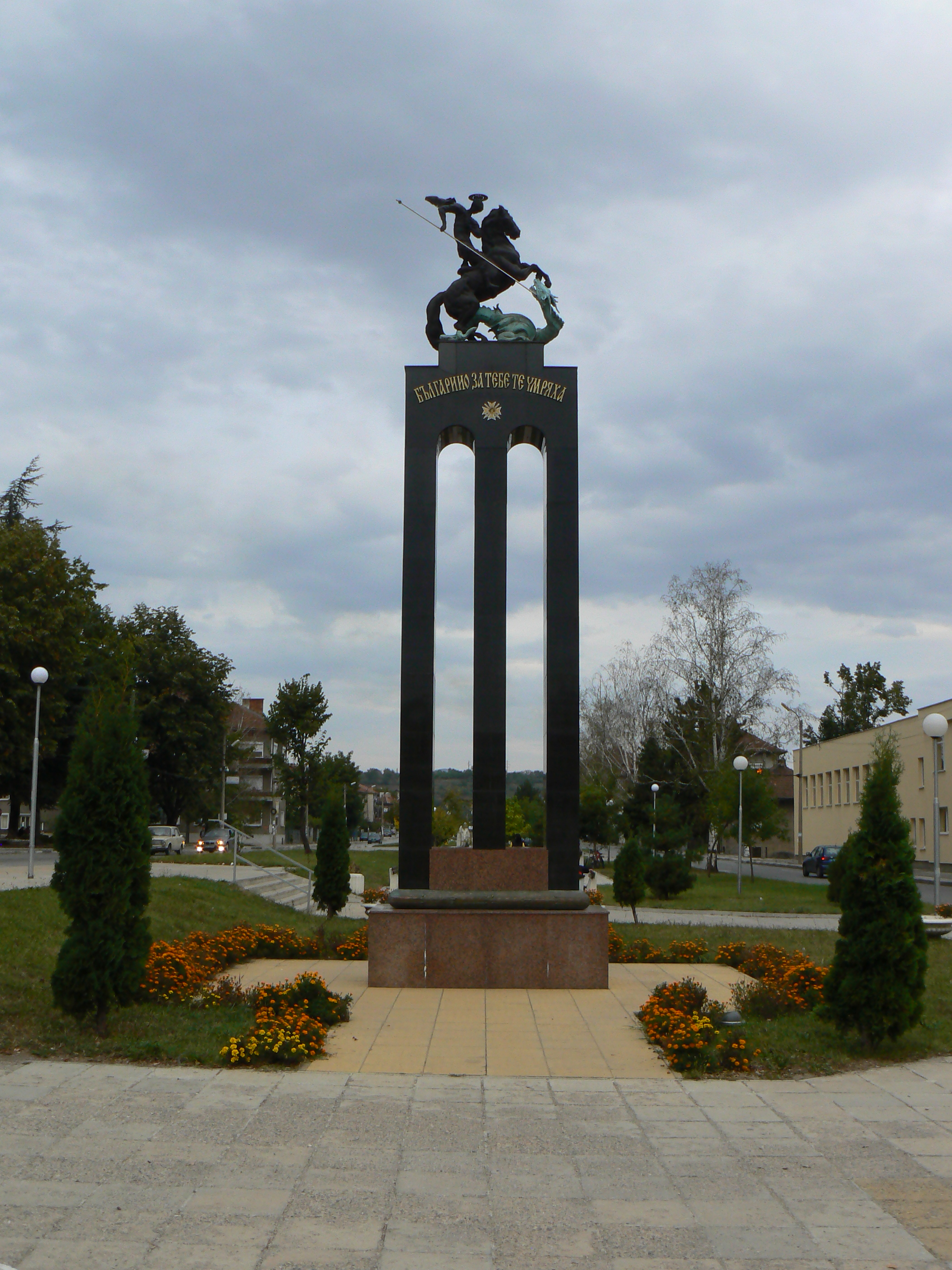
Monument a la guerra